# Rudolph Feilding, VIII conte di Denbigh
Rudolph William Basil Feilding, VIII conte di Denbigh e VII conte di Desmond (9 aprile 1823 – 10 marzo 1892), è stato un nobile inglese.

## Biografia
Era il figlio di William Feilding, VII conte di Denbigh, e di sua moglie, Lady Mary Elizabeth Kitty Moreton. Studiò all'Eton College e al Trinity College di Cambridge, dove è stato presidente dell'University Pitt Club. 
Si avvicinò alla Chiesa cattolica nel 1850 e prese parte attiva in molte opere di carità, sotto il cardinale Wiseman. Come visconte Feilding è stato nominato tesoriere onorario, in collaborazione con il Visconte Campden e Archibald J. Dunn. Nel 1850 è stato nominato Alto sceriffo di Flintshire.
È stato fondatore del monastero francescano di Pantasaph, Galles del Nord.
Raggiunse il grado di colonnello onorario al servizio del 2nd Volunteer Battalion, Royal Welch Fusiliers.

## Matrimoni

### Primo Matrimonio
Sposò, il 16 giugno 1846, Louisa Pennant (?-1 maggio 1853), figlia di David Pennant. Non ebbero figli. 

### Secondo Matrimonio
Sposò, il 29 settembre 1857, Mary Berkeley (?-3 giugno 1901), figlia di Robert Berkeley. Ebbero nove figli: 
- Rudolph Feilding, IX conte di Denbigh (26 maggio 1859-25 novembre 1939);
- Lady Clare Mary Henrietta Feilding (?-26 maggio 1895);
- Lady Edith Mary Frances Feilding (?-22 aprile 1918);
- Lady Hilda Feilding (?-14 aprile 1866);
- Francis Henry Everard Joseph Feilding (6 marzo 1867-8 febbraio 1936)[3], sposò Stanislawa JaninaTomczyk, non ebbero figli;
- Lady Winefride Mary Elizabeth Feilding (24 settembre 1868-24 febbraio 1959), sposò Gervase Elwes, ebbero un figlio;
- Lady Agnes Mary Feilding (?-20 luglio 1921), sposò Charles de Trafford, ebbero tre figli;
- Basil George Edward Vincent Feilding (13 luglio 1873-31 luglio 1906);
- Philip Feilding (nato e morto il 5 dicembre 1877).

## Morte
Morì il 10 marzo 1892, all'età di 68 anni.

## Ascendenza
|                                           |                                            |                                     | Genitori                              |  |  | Nonni |  |  | Bisnonni                            |  |  | Trisnonni                            |  |
|                                           |                                            |                                     |                                       |  |  |       |  |  | Basil Feilding, VI conte di Denbigh |  |  | William Feilding, V conte di Denbigh |  |
|                                           |                                            |                                     |                                       |  |  |       |  |  | Basil Feilding, VI conte di Denbigh |  |  | William Feilding, V conte di Denbigh |  |
|                                           |                                            | Isabella Haeck de Jong              |                                       |  |  |       |  |  | Basil Feilding, VI conte di Denbigh |  |  |                                      |  |
| William Feilding, visconte Feilding       |                                            |                                     |                                       |  |  |       |  |  | Basil Feilding, VI conte di Denbigh |  |  |                                      |  |
|                                           |                                            | Mary Cotton                         | John Cotton, VI baronetto             |  |  |       |  |  |                                     |  |  |                                      |  |
|                                           |                                            | Mary Cotton                         | John Cotton, VI baronetto             |  |  |       |  |  |                                     |  |  |                                      |  |
|                                           |                                            | Mary Cotton                         | Jane Burdett                          |  |  |       |  |  |                                     |  |  |                                      |  |
| William Feilding, VII conte di Denbigh    |                                            | Mary Cotton                         |                                       |  |  |       |  |  |                                     |  |  |                                      |  |
|                                           |                                            | Thomas Jelf Powys                   | Edward Powys                          |  |  |       |  |  |                                     |  |  |                                      |  |
|                                           |                                            | Thomas Jelf Powys                   | Edward Powys                          |  |  |       |  |  |                                     |  |  |                                      |  |
|                                           |                                            | Thomas Jelf Powys                   | Catherine Jelf                        |  |  |       |  |  |                                     |  |  |                                      |  |
| Anne Catherine Powys                      |                                            | Thomas Jelf Powys                   |                                       |  |  |       |  |  |                                     |  |  |                                      |  |
|                                           |                                            | Anne Lissey Cooper                  | …                                     |  |  |       |  |  |                                     |  |  |                                      |  |
|                                           |                                            | Anne Lissey Cooper                  | …                                     |  |  |       |  |  |                                     |  |  |                                      |  |
|                                           |                                            | Anne Lissey Cooper                  | …                                     |  |  |       |  |  |                                     |  |  |                                      |  |
| Rudolph Feilding, VIII conte di Denbigh   |                                            | Anne Lissey Cooper                  |                                       |  |  |       |  |  |                                     |  |  |                                      |  |
|                                           | Francis Reynolds-Moreton, III barone Ducie | Francis Reynold                     |                                       |  |  |       |  |  |                                     |  |  |                                      |  |
|                                           | Francis Reynolds-Moreton, III barone Ducie | Francis Reynold                     |                                       |  |  |       |  |  |                                     |  |  |                                      |  |
|                                           | Francis Reynolds-Moreton, III barone Ducie | Elizabeth Moreton                   |                                       |  |  |       |  |  |                                     |  |  |                                      |  |
| Thomas Reynolds-Moreton, I conte di Ducie | Francis Reynolds-Moreton, III barone Ducie |                                     |                                       |  |  |       |  |  |                                     |  |  |                                      |  |
|                                           |                                            | Mary Provis                         | Thomas Provis                         |  |  |       |  |  |                                     |  |  |                                      |  |
|                                           |                                            | Mary Provis                         | Thomas Provis                         |  |  |       |  |  |                                     |  |  |                                      |  |
|                                           |                                            | Mary Provis                         | …                                     |  |  |       |  |  |                                     |  |  |                                      |  |
| Mary Elizabeth Reynolds-Moreton           |                                            | Mary Provis                         |                                       |  |  |       |  |  |                                     |  |  |                                      |  |
|                                           |                                            | Henry Herbert, I conte di Carnarvon | William Herbert                       |  |  |       |  |  |                                     |  |  |                                      |  |
|                                           |                                            | Henry Herbert, I conte di Carnarvon | William Herbert                       |  |  |       |  |  |                                     |  |  |                                      |  |
|                                           |                                            | Henry Herbert, I conte di Carnarvon | Catherine Elizabeth Tewes             |  |  |       |  |  |                                     |  |  |                                      |  |
| Frances Herbert                           |                                            | Henry Herbert, I conte di Carnarvon |                                       |  |  |       |  |  |                                     |  |  |                                      |  |
|                                           |                                            | Elizabeth Wyndham                   | Charles Wyndham, II conte di Egremont |  |  |       |  |  |                                     |  |  |                                      |  |
|                                           |                                            | Elizabeth Wyndham                   | Charles Wyndham, II conte di Egremont |  |  |       |  |  |                                     |  |  |                                      |  |
|                                           |                                            | Elizabeth Wyndham                   | Alicia Carpenter                      |  |  |       |  |  |                                     |  |  |                                      |  |
|                                           |                                            | Elizabeth Wyndham                   |                                       |  |  |       |  |  |                                     |  |  |                                      |  |